# 운디네 (영화)
《운디네》(Undine)는 2020년 개봉한 독일과 프랑스의 드라마 영화이다. 크리스티안 페촐트가 감독과 각본을 맡았다. 제70회 베를린 국제 영화제 황금곰상 경쟁후보작이며, 주연을 맡은 파울라 베어가 은곰상 여우주연상을 수상했다.

## 출연
- 파울라 베어 - 운디네 비부 역
- 프란츠 로고프스키 - 크리스토프 역
- 야코프 마트셴츠 - 요하네스 역
- 마리암 자리 - 모니카 역
- 라파엘 스타초비아크 - 요첸 역
- 줄리아 프란츠 리히터 - 노라 역

## 같이 보기
- 운디네